# Carmine Caridi
Carmine Caridi (* 23. Januar 1934 in New York City, New York; † 28. Mai 2019 in Los Angeles, Kalifornien) war ein US-amerikanischer Schauspieler.

## Karriere
Seine bekannteste Rolle spielte Caridi als Carmine Rosato in Der Pate – Teil II. In der Pate Teil III spielte er Albert Volpe.
Der Produzent Robert Evans schrieb 1994 in seinen Memoiren The Kid Stays in the Picture, dass Caridi von Francis Ford Coppola zunächst als Sonny Corleone vorgesehen war. Evans habe jedoch darauf bestanden, dass James Caan die Rolle spielt.
Im Fernsehen spielte er Dan Valenti in der Serie Phyllis zwischen 1976 und 1977. Caridi spielte Detective Vince Gotelli in der Fernsehserie NYPD Blue zwischen 1993 und 1999.

## Ausschluss aus der AMPAS
Am 3. Februar 2004 wurde Caridi von der Academy of Motion Picture Arts and Sciences ausgeschlossen, weil er gegen Urheberrechte verstoßen hatte. Bis zum Ausschluss des Produzenten Harvey Weinstein im Oktober 2017 war Caridi damit das erste und einzige jemals ausgeschlossene Academy-Mitglied.

## Filmografie (Auswahl)
- 1971: Der Anderson-Clan (The Anderson Tapes)
- 1971: Wo Gangster um die Ecke knallen (The Gang That Couldn’t Shoot Straight)
- 1972: Irish Whiskey Rebellion
- 1973: I Could Never Have Sex with Any Man Who Has So Little Regard for My Husband
- 1974: Crazy Joe
- 1974: Spieler ohne Skrupel (The Gambler)
- 1974: Der Pate – Teil II (The Godfather Part II)
- 1976: Hollywood Man
- 1976: Car Wash – Der ausgeflippte Waschsalon (Car Wash)
- 1978: Der Schmalspurschnüffler (The Cheap Detective)
- 1978: Kiss – Von Phantomen gejagt (Kiss Meets the Phantom of the Park)
- 1978: Mr. Too Little
- 1979: The In-Laws
- 1981: Prince of the City
- 1985: Zum Teufel mit den Kohlen (Brewster's Millions)
- 1985: Summer Rental – Ein total verrückter Urlaub (Summer Rental)
- 1986: Geschenkt ist noch zu teuer (The Money Pit)
- 1987: Ist sie nicht wunderbar? (Some Kind of Wonderful)
- 1988: Split Decisions
- 1990: Der Pate III (The Godfather Part III)
- 1990: Havana
- 1991: Das Leben stinkt (Life Stinks)
- 1991: Femme Fatale
- 1991: Bugsy
- 1992: Jack Ruby – Im Netz der Mafia (Ruby)
- 1994–1999: New York Cops – NYPD Blue (NYPD Blue, Fernsehserie, 15 Folgen)
- 1995: Top Dog
- 1997: Killer per caso
- 1999: Splendor Falls
- 1999: Carlo’s Wake
- 2000: 18 D
- 2002: Do It for Uncle Manny
- 2003: Nobody Knows Anything!
- 2003: Runaways
- 2008: Wednesday Again
- 2015: All in or Nothing (Rivers 9)